# Hypericum retusum
Hypericum retusum är en johannesörtsväxtart som beskrevs av Pierre Martin Remi Aucher-Eloy, Hippolyte François Jaubert och Sp.. Hypericum retusum ingår i släktet johannesörter, och familjen johannesörtsväxter. Inga underarter finns listade i Catalogue of Life.